# Notaeolidia depressa
Notaeolidia depressa Eliot, 1905 è un mollusco nudibranchio della famiglia Notaeolidiidae.

## Distribuzione e habitat
La specie è diffusa in Antartide (Penisola Antartica, Isola Bouvet) dai 30 ai 430 metri di profondità.